# Megassismo
Megassismo, megaterremoto (português brasileiro) ou megaterramoto (português europeu) são sismos que ocorrem em zonas de subducção nas fronteiras destrutivas entre placas tectônicas (limite convergente), onde uma placa está subductada (forçada para baixo) por outra. Estes sismos interplacas são os mais poderosos da Terra, com magnitudes de momento ({\displaystyle M_{W}}) que podem exceder 9,0. Desde o ano 333, foram registrados  apenas dez sismos de magnitude superior a 9,0.

## The Big One
"The Big One" é um termo anglófono usado frequentemente por residentes de Califórnia, Oregon, Washington, nos Estados Unidos, e da Colúmbia Britânica, no Canadá, para descrever o megaterremoto que inevitavelmente atingirá a zona de subducção de Cascadia, na costa oeste da América do Norte. Grande parte da infraestrutura desta região dos Estados Unidos tem sido planejada especificamente para quando Big One ocorrer. O nome também tem sido aplicado ao megassismo previsto para acontecer em Tóquio, região de Kanto, no Japão, com epicentro na baía de Sagami, onde o encontro entre a Placa das Filipinas e a Placa do Pacífico causam grandes terremotos regularmente, com um intervalo de aproximadamente 70 anos.

## Exemplos
| Evento                              | Magnitude estimada ({\displaystyle M_{W}}) | Placas tectônicas envolvidas                                                          | Notas |
| ----------------------------------- | ------------------------------------------ | ------------------------------------------------------------------------------------- | --- |
| Sismo de Creta de 365               | 8,0+                                       | Placa Africana e Placa Helênica                                                       | - O tremor gerou um grande tsunami no Mar Mediterrâneo e causou danos significativos na ilha de Creta. |
| Sismo de Sanriku de 869             | 8,6–9,0                                    | Placa do Pacífico e Placa de Okhotsk                                                  | |
| Sismo de Valdívia de 1575           | 8,5                                        | Placa de Nazca e Placa Sul-Americana                                                  | |
| Sismo de Cascadia de 1700           | 8,7–9,2                                    | Placa Juan de Fuca e Placa Norte-Americana                                            | |
| Sismo de Hōei de 1707               | 8,6–9,3                                    | Placa das Filipinas e Placa Eurasiana                                                 | - Duração: cerca de 10 minutos |
| Sismo de Kamchatka de 1737          | 8,3–9,0                                    | Placa do Pacífico e Placa de Okhotsk                                                  | - Duração: 15 minutos - Profundidade: 40 km |
| Sismo de Lisboa de 1755             | 8,5–9,0                                    | Hipoteticamente parte de uma zona de subducção jovem, mas sua origem ainda é debatida | - Destruiu Lisboa e criou um tsunami de 20 metros de altura, além de muitos incêndios. - Causou centenas de milhares de mortes. - A sepultura de Nuno Álvares Pereira foi perdida para sempre, assim como os registros históricos das viagens de Vasco da Gama e Cristóvão Colombo    |
| Sismo de Arica de 1868              | 8,5–9,0                                    | Placa de Nazca e Placa Sul-Americana                                                  | |
| Sismo de Iquique de 1877            | 8,5–9,0?                                   | Placa de Nazca e Placa Sul-Americana                                                  | |
| Sismo de Equador e Colômbia de 1906 | 8,8                                        | Placa de Nazca e Placa Sul-Americana                                                  | |
| Sismo de Nankaidō de 1946           | 8,1                                        | Placa das Filipinas e Placa Eurasiana                                                 | |
| Sismo de Kamchatka de 1952          | 9,0                                        | Placa do Pacífico e Placa de Okhotsk                                                  | - Profundidade: 30 km |
| Sismo das Ilhas Andreanof de 1957   | 8,6                                        | Placa do Pacífico e Placa Norte-Americana                                             | - Profundidade: 33 km |
| Sismo de Valdivia de 1960           | 9,5                                        | Placa de Nazca e Placa Sul-Americana                                                  | - Duração: 5–6 minutos - Profundidade: 33 km |
| Sismo do Alasca de 1964             | 9,2                                        | Placa do Pacífico e Placa Norte-Americana                                             | - Duração: 4–5 minutos - Profundidade: 25 km |
| Sismo do sul do Peru de 2001        | 8,4                                        | Placa de Nazca e Placa Sul-Americana                                                  | - Profundidade: 33 km |
| Sismo do Oceano Índico de 2004      | 9,1–9,3                                    | Placa Índica e Placa da Birmânia                                                      | - O deslocamento vertical total medido por sonar de pesquisa é de cerca de 40 m na vizinhança do epicentro e ocorreu como dois movimentos separados, que criaram duas grandes arribas íngremes, quase verticais, uma por cima da outra. - Duração: 8–10 minutos - Profundidade: 30 km |
| Sismo do Chile de 2010              | 8,8                                        | Placa de Nazca e Placa Sul-Americana                                                  | - Profundidade: 35 km |
| Sismo de Tohoku de 2011             | 9,0                                        | Placa do Pacífico e Placa de Okhotsk                                                  | - Duração: 6 minutos - Profundidade: 30 km |
| Sismo de Iquique de 2014            | 8,2                                        | Placa de Nazca e Placa Sul-Americana                                                  | - Profundidade: 20,1 km |